# نمط مجرد
في البرمجة كائنية التوجه، النمط المجرد, نمط يكون تنفيذه البرمجي (بالإنجليزية: Implementation) غير مكتمل أو غير موجود, ولا يمكن إنشاء مثيل منه (بالإنجليزية:Instance). أيضا هو بمثابة الأساس لأنماط أخرى مشتقة منه (موروثة).
مثال: النمط عربة مجرد لكن النمط سيارة مشتق منه وهو صنف حسي يمكن إنشاء مثيل منه.

## مثال بلغةجافا
```
abstract
 
class
 
Demo
{

  
//قد يحتوي الصنف المجرد على مناهج مجردة (methods), لا تملك تنفيذا برمجيا.  

    
abstract
 
public
 
int
 
sum
(
int
 
x
,
 
int
 
y
)
 

  
//من الممكن لها أيضا أن تحتوي على مناهج حسية 

    
public
 
int
 
product
(
int
 
x
,
 
int
 
y
)
 
{
 
return
 
x
*
y
;
 
}

}

interface
 
DemoInterface
 
{

    
// كل المناهج مجردة داخل الواجهة 

    
int
 
getLength
();

}

```